# 竹廬

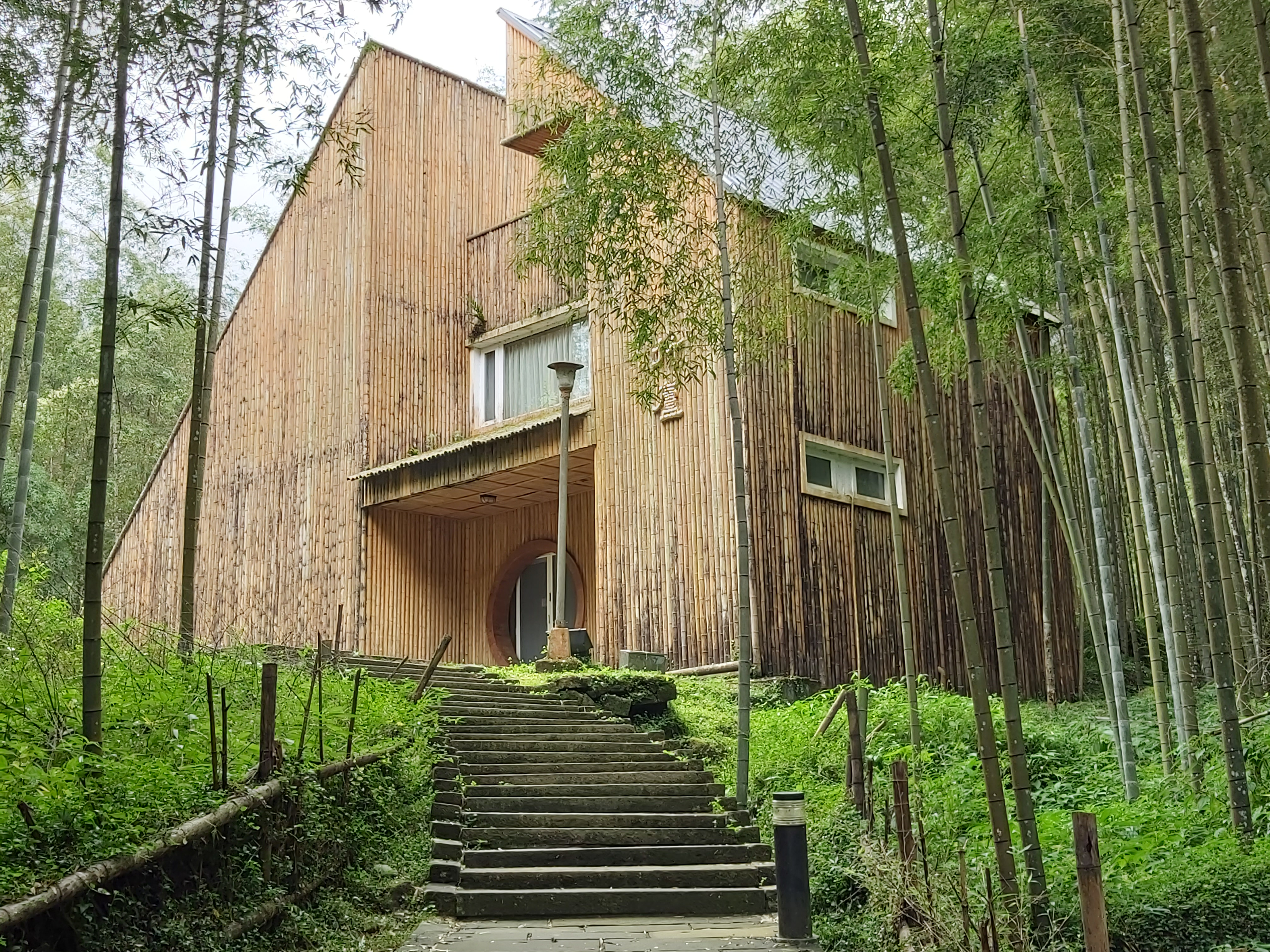
溪頭竹廬

竹廬，為南投縣鹿谷鄉溪頭自然教育園區內神木步道旁孟宗竹林中一幢以鋼筋為基礎，內外建材、設施均採用孟宗竹製品的小屋。1973年由建築師陳邁設計作為總統蔣中正的行館，但竹廬於1976年竣工時蔣中正已辭世，實際上使用作為總統行館的是蔣經國，然而其隨扈也因考量安全因素使總統未曾於此留宿，蔣經國也認為自己「住不來那種好地方」。建物迄今未對外開放參觀，仍作為園區接待來訪貴客的招待所使用。

## 概要

### 緣起
總統蔣中正曾於溪頭漫行時嚮往「結廬在人境，而無車馬喧」的悠然，感歎如能於此結廬而居是件美事，因此催生了臺大實驗林管理處興建竹廬的計畫。1973年溪頭轉型為森林遊樂園區並開放民眾參觀遊覽。1975年蔣中正逝世，竹廬未能於其生前完工。1978年蔣經國出任總統後視訪溪頭經常於此逗留，但因安全原因未曾留宿，而是居住在溪頭旅館一號樓，該樓曾為蔣中正造訪溪頭時留宿的地點，或在溪頭「救國團山莊」的檜木屋小住一夜至隔天清晨離去，每個月前往三至四趟。蔣經國曾使用竹廬宴請臺灣中部地區的重要民意代表及政要，畫家張大千也曾於竹廬揮毫傳為一時佳話。如今的竹廬開放由普通遊客申請入住，每晚約兩萬新台幣的高昂價格和苛刻的遴選條件致使常人止步於觀望。

### 格局
竹廬建築為立體竹字造型，融合傳統中式風貌於現代，圓形大門呼應竹子的圓柱外觀，內部三房一廳，屋內包括地板、壁飾、壁燈具等器材均由孟宗竹所編製。實驗林管理處原先規劃整棟建築都採孟宗竹材興建，後因考量當地濕度大竹材容易發霉腐爛，改採基礎鋼筋、內外包覆孟宗竹材的方法並定期更換建材，以營造竹廬氣氛。

## 外部連結
- 竹蘆-溪頭旅遊景點 （页面存档备份，存于）
- 特色景點- 溪頭自然教育園區 （页面存档备份，存于）
- 溪頭竹廬-前總統蔣介石從沒住過的行館